# 2228 Soyuz-Apollo
2228 Soyuz-Apollo eller 1977 OH är en asteroid i huvudbältet som upptäcktes den 19 juli 1977 av den rysk-sovjetiske astronomen Nikolaj Tjernych vid Krims astrofysiska observatorium på Krim. Den har fått sitt namn efter de amerikanska och sovjetiska samarbetet Apollo-Sojuz-testprojektet.
Asteroiden har en diameter på ungefär 26 kilometer och den tillhör asteroidgruppen Themis.